# Șevcenkivka, Vasîlkiv
Șevcenkivka (în ucraineană Шевченківка) este localitatea de reședință a comunei Șevcenkivka din raionul Vasîlkiv, regiunea Kiev, Ucraina.

## Demografie
Componența lingvistică a localității Șevcenkivka
     Ucraineană (98,69%)
     Rusă (1,31%)
Conform recensământului din 2001, majoritatea populației localității Șevcenkivka era vorbitoare de ucraineană (98,69%), existând în minoritate și vorbitori de rusă (1,31%).